# Виктор Серж
Викто́р Серж (настоящее имя Ви́ктор Льво́вич Киба́льчич; 30 декабря 1890, Брюссель — 17 ноября 1947, Мехико) — русский и франкоязычный писатель, революционер, журналист, поэт, деятель коммунистической партии и Коминтерна, член Левой оппозиции. После ареста и ссылки в 1933 году уехал из СССР в 1936 году, за рубежом писал художественные произведения и воспоминания, по теме связанные с революцией и сталинизмом. На Западе, где его произведения до сих пор переиздаются и привлекают внимание, отмечен как выдающийся художник; в СССР переводы его произведений появились только в период перестройки.

## Биография
Виктор Кибальчич родился в Брюсселе в семье эмигрантов из России. Его родители «в поисках хлеба насущного и хороших библиотек кочевали между Лондоном, Парижем, Швейцарией и Бельгией». В 1905 году они разошлись. 
Станет членом партии эсеров, но вскоре покинет её, чтобы присоединиться к анархистам. Писал статьи для анархистских газет «Le Révolté» В 1908 году поселился в Париже, где сотрудничал с анархистской газетой «L’Anarchie», а позже стал её редактором.
В 1913 году осуждён на пять лет тюрьмы по делу анархистской «банды Бонно», прославившейся высокотехнологичными ограблениями банков. В 1915 году освобождён и отправился в Испанию. В феврале 1917 года вернулся во Францию и попытался проехать в Россию, но был арестован. В 1919-м французское правительство обменяло его на французского офицера, задержанного петроградской ЧК, и В. Кибальчич отправился в Россию.
В СССР вступит в ВКП(б), работал в Третьем Интернационале, который тогда возглавлял Г. Зиновьев. С 1923 года примыкал к антисталинской Левой оппозиции, за что в 1928 году был исключён из компартии. В 1933 году ненадолго арестован, а впоследствии выслан в Оренбург. Благодаря заступничеству иностранных социалистов и интеллектуалов, в частности Ромена Роллана и Андре Мальро, Сталин в 1936 году разрешил Кибальчичу покинуть СССР.
Несмотря на все усилия работника полпредства К. В. Антонова, французское правительство не разрешило Виктору Сержу въехать во Францию. Позднее, когда Антонов стал советником полпредства СССР в Бельгии, ему удалось, благодаря помощи Эмиля Вандервельде, добиться разрешения для Виктора Сержа на въезд и проживание в Бельгии. В Оренбурге Серж написал романы «Обречённые» и «Буря», и книгу поэм «Сопротивление», но при выезде из СССР все рукописи были изъяты; восстановить по памяти он смог только поэмы.
В 1940 году Серж вместе с сыном Владимиром бежал от немецкой оккупации в Марсель, а затем в Мексику, где продолжал литературную деятельность. Умер в Мехико 17 ноября 1947 года.

## Семья
Отец — Леонид Иванович Кибальчич (1862, Щасновка — после 1925, Порту-Алегри), родился в семье священника, учился в Черниговской духовной семинарии, затем был юнкером 2-го Константиновского военного училища. В 1882 году за распространение нелегальных изданий среди товарищей исключён из училища и разжалован в рядовые, дезертировал и бежал за границу, где жил под именем Léon Kibaltchiche. Учился на медицинском факультете Женевского университета, работал препаратором в Институте анатомии в Брюсселе, жил в Англии, Франции, сменил множество работ. В конце концов осел в Бразилии, работал врачом. Был одно время дружен с Н. В. Чайковским. 
Мать — Вера Михайловна Подревская, по первому мужу Фролова. Лечилась от туберкулёза в Давосе, познакомилась там с Кибальчичем и настолько увлеклась, что поехала с ним, оставив в России мужа и малолетнюю дочь. После 1905 года вернулась в Россию, умерла от туберкулёза в Тифлисе в 1907 году.
Виктор Серж был женат на Блюме Иоселевич (Любови Александровне Русаковой), родившейся в Марселе дочери эмигранта из Таганрога А. И. Иоселевича (партийные псевдонимы Ананьин и Русаков); её сестра Эстер (1909—1938) была замужем за поэтом Даниилом Хармсом, брат — композитор Поль Марсель (Русаков-Иоселевич, 1908—1973), автор эстрадного шлягера «Дружба» («Когда простым и нежным взором…», 1934) на слова Андрея Шмульяна, входившего в репертуар Вадима Козина и Клавдии Шульженко. Вторая жена в эмиграции во Франции и Мексике — специалистка по доколумбовым цивилизациям Лоретт Сежурне.
Сын Виктора Сержа и Любови Русаковой Владимир Кибальчич стал художником.

## Творчество
Литературную деятельность Виктор Кибальчич начинал как публицист, сотрудничая в анархистских изданиях. Литературный псевдоним «Виктор Серж» он впервые использовал в 1917 году, подписав им статью в защиту Фридриха Адлера в испанском анархистском еженедельнике «Терра и Либертад».
К художественной прозе Серж обратился уже в 30-е годы, является автором семи опубликованных романов, повестей, рассказов, а также сборника поэм. Его сочинения переведены на многие языки, как писателя Сержа ценили Ромен Роллан, Андре Жид и Джордж Оруэлл. Р. Гринман характеризует его как модерниста и пишет, что хотя он писал по-французски, в своём творчестве он продолжал эксперименты И. Бабеля, С. Есенина, О. Мандельштама, В. Маяковского и Б. Пильняка, также испытывая влияние А. Белого, Джойса и Фрейда.
Самым известным произведением писателя, а иногда и самым важным, называют «Дело Тулаева» — роман о сталинских показательных процессах по сфабрикованным делам. Сюжет основан на убийстве Кирова и последовавших за ним репрессиями: по сюжету мелкий чиновник убивает крупного партийного функционера Тулаева, и на основе убийства формируется крупное политическое дело; в ходе «расследования» число обвиняемых растёт, для признаний используются пытки, в то время как настоящим убийцей «расследование» не заинтересовано, и его оно даже не касается. Н. Лезард в The Guardian называет роман «одним из величайших русских романов XX века, важным не только по своей тематике, но и по стилю», следующим гоголевским традициям абсурда и гротеска.
Последним произведением Виктора Сержа стал частично автобиографический роман «Когда нет прощения» (Les annees sans pardon). Он посвящен болезненным для всякого коммуниста темам: дегуманизации революционной идеи, которая привела к созданию сталинского репрессивного аппарата, и опыту Второй мировой войны, затрагивающей всех её вольных и невольных участников по обе линии фронта. Стойкие и преданные коммунисты сталкиваются с бесчеловечной машиной репрессий и уничтожения и стараются выкарабкаться из этой жуткой системы, созданной ими самими во имя прекрасных гуманистических ценностей. При этом никто не собирается предавать ни свои идеалы, ни личную и коллективную Историю. «География глав романа определяет стилистику. Французский детектив-нуар перетекает в чеканную советскую прозу с „товарищами“ и учреждениями. Немецкая глава сюрреалистична, отстраненное повествование перебивается личными письмами с фронта. В последней, мексиканской главе на физическом уровне начинаешь чувствовать жару — описания мельчайших деталей занимают почти весь текст. Но роман блуждает не только между странами, но и между идеями, эпохами, художественными направлениями».
В СССР, вплоть до «перестройки», сочинения «злостного антисоветчика» не издавались; первая публикация — романа «Дело Тулаева» — состоялась лишь в 1989 году. За прошедшие десятилетия были опубликованы и многие другие сочинения, включая книгу воспоминаний «От революции к тоталитаризму», роман «Когда нет прощения» и сборник поэм «Сопротивление».

## Произведения

### Художественная проза
- «Люди в тюрьме» (Les Hommes dans la prison, 1930, роман)
- «Рождение нашей силы» (Naissance de notre force, 1931, роман)
- «Завоёванный город» (роман, Ville conquise, 1932) Архивная копия от 26 декабря 2007 на Wayback Machine
- L’Impasse Saint-Barnabé, 1936, рассказ
- «Полночь века» Архивная копия от 26 декабря 2007 на Wayback Machine
- Белое море (повесть, Mer Blanche, 1932)
  - М.: Издание книжного магазина «Циолковский», 2018
- Ленинградская больница (1944, рассказ)
- «Последние времена» (Les derniers temps, 1946, роман)
  - Переведён в 2023 году на русский как «Крушение»
- «Дело Тулаева» (1939/1948, роман, L’affaire Toulaev) Архивная копия от 25 декабря 2007 на Wayback Machine, 1948
- «Когда нет прощения» (Les années sans pardon), роман.
  - М.: Издание книжного магазина «Циолковский», 2017

### Нон-фикшн
- «К событиям в Вене». Л., «Прибой», 1927 г.
- «Год первый русской революции» (L’An I de la Revolution Russe, 1931)
- Письмо Андрэ Жиду (1936)
- Сила и пределы марксизма (1938)
- «От революции к тоталитаризму: воспоминания революционера»

Архивная копия от 15 декабря 2019 на Wayback Machine. Сборник поэм (в переводе К. Медведева)
- Дневники

### Поэзия
- «Сопротивление». Архивная копия от 7 сентября 2017 на Wayback Machine, 1943
- «Пламя под снегом». Поэзия. Ориг. фр. текст; пер. с фр. Ю. В. Гусевой и В. Г. Моисеева; предисл. Ж. Зильберштейна; послесл. В. Г. Моисеева. — Оренбург: «Оренбургская книга», 2019

## Цитаты
- …Ныне уже обозначилась целая эпоха, когда миллионы судеб последуют путями, которыми мы прошли первыми. В Европе, Азии, Америке целые поколения отрываются от корней, вступают в коллективную борьбу, получают уроки насилия и смертельного риска, обретают опыт неволи, убеждаются, что эгоизм принципа «каждый за себя» свое отжил, что личное обогащение не есть цель жизни, что вчерашний консерватизм может привести только к катастрофе, и испытывают потребность в переосмыслении путей переустройства мира. (Виктор Серж, «Воспоминания революционера»)
- Я считаю создание ЧК одной из тяжелейших, немыслимых ошибок, совершенных большевистскими лидерами в 1918 году, когда происки врагов, блокада и иностранная интервенция заставили их потерять голову[17].
- Я остаюсь при убеждении, что социальная революция была бы при всем том значительно сильнее и понятнее, если бы люди, которых она наделила верховной властью, отстаивали и применяли принцип человечности по отношению к побежденному врагу с той же энергией и настойчивостью, с какой одерживали победы.
- [Революция] вынуждена подобрать оружие старого режима, а это оружие обоюдоостро. Чтобы оставаться честной, она должна постоянно быть начеку против собственной скверны, собственных крайностей, преступлений, внутренних элементов реакции. Она жизненно нуждается в критике, оппозиции, гражданском мужестве тех, кто ее делает.